# لوریتس مونک-پترسن

لوریتس مونک پترسن، کارگردان دانمارکی - ۲۰۰۳

لوریتس مونک پترسن (به انگلیسی: Laurits Munch-Petersen) (زادهٔ ۱۹ ژوئیه ۱۹۷۳؛ در کپنهاگ) کارگردان فیلم اهل دانمارک است که با فیلم برندهٔ اسکار دیپلم خود «بین ما» (Mellem Os) در سال ۲۰۰۴ از مدرسه ملی فیلم دانمارک، فارغ‌التحصیل شد. این فیلم برنده ۱۳ جایزه شد. جوایز بین‌المللی فیلم را دریافت کرد و به پرافتخارترین فیلم در تاریخ مدرسه ملی فیلم دانمارک تبدیل شد.
لوریتس چندین فیلم و سریال از جمله فیلم آمبولانس (۲۰۰۵)، سقوط اغواگر (۲۰۰۷)، بر فراز لبه (۲۰۱۲)، سایه یک قهرمان (۲۰۱۵)، دلفین (۲۰۱۷)، در جاده با پدر (۲۰۱۸) را کارگردانی کرده‌است.